# Liste der bolivianischen Verteidigungsminister
| Ernannt       | Verteidigungsminister            | Bemerkung                                    | Präsident                       |
| ------------- | -------------------------------- | -------------------------------------------- | ------------------------------- |
| 1933          | Zacarías Benavides               |                                              | Daniel Salamanca Urey           |
| 14. Dez. 1934 | Gabriel Gosálvez Tejada          |                                              | Daniel Salamanca Urey           |
| 15. Aug. 1946 | Pedro Zilvetti Arce              |                                              | Tomás Monje Gutiérrez           |
| 24. Okt. 1949 | Hugo Ernst Rivera                |                                              | Mamerto Urriolagoitia Harriague |
| 1961          | Juan Luis Gutiérrez Granier      |                                              | Hernán Siles Zuazo              |
| 9. Okt. 1970  | David La Fuente Soto             |                                              | Juan Torres Gonzáles            |
| 17. März 1971 | Emilio Molina Pizarro            |                                              | Juan Torres Gonzáles            |
| 22. Aug. 1971 | Jaime Florentino Mendieta Vargas |                                              | Hugo Banzer Suárez              |
| 8. Juli 1974  | René Bernal Escalante            |                                              | Hugo Banzer Suárez              |
| 23. Dez. 1977 | Hugo Bretel Barba                |                                              | Hugo Banzer Suárez              |
| 24. Juli 1978 | Ángel Salmón                     |                                              | Hugo Banzer Suárez              |
| 4. Sep. 1978  | Wálter Castro Avendaño           |                                              | Juan Pereda Asbún               |
| 24. Nov. 1978 | Hugo Céspedes Espinoza           |                                              | Juan Pereda Asbún               |
| 22. Juni 1979 | Ismael Saavedra Sandoval         |                                              | Walter Guevara Arze             |
| 1. Nov. 1979  | Oscar Larrain Frontanilla        |                                              | Walter Guevara Arze             |
| 9. Aug. 1979  | Ismaél Saavedra Sandoval         |                                              | Walter Guevara Arze             |
| 12. Okt. 1979 | Julio Herrera Dorado             |                                              | Alberto Natusch Busch           |
| 19. Nov. 1979 | Miguel Ayoroa Montaño            |                                              | Lidia Gueiler Tejada            |
| 14. Feb. 1980 | Antonio Arnez Camacho            |                                              | Lidia Gueiler Tejada            |
| 7. Apr. 1980  | Walter Nunez Rivero              |                                              | Lidia Gueiler Tejada            |
| 18. Juli 1980 | Armando Reyes Villa              |                                              | Luis García Meza Tejada         |
| 7. Sep. 1981  | Armando Reyes Villa              |                                              | Celso Torrelio Villa            |
| 5. Apr. 1982  | Jorge Echazú Aguirre             |                                              | Celso Torrelio Villa            |
| 21. Juli 1982 | Alfredo Villarroel Barja         |                                              | Guido Vildoso Calderón          |
| 10. Okt. 1982 | José Ortíz Mercado               |                                              | Hernán Siles Zuazo              |
| 25. Aug. 1983 | Manuel Cardenas Mallo            |                                              | Hernán Siles Zuazo              |
| 10. Mai 1985  | Elias Gutiérrez Ardaya           |                                              | Hernán Siles Zuazo              |
| 1997          | Luís Fernando Kieffer Guzmán     | (* 1949; † 5. Juni 2009)                     | Hugo Banzer Suárez              |
| 1998          | Alberto Saenz Klinsky            |                                              | Carlos Mesa                     |
| 2000          | Jorge Crespo Velasco             |                                              | Jorge Quiroga Ramírez           |
| 6. Aug. 2002  | Freddy Teodovic Ortíz            | (* 18. März 1956 in Santa Cruz de la Sierra) | Gonzalo Sánchez de Lozada       |
| 2002          | Carlos Sánchez Berzaín           |                                              | Gonzalo Sánchez de Lozada       |
| 17. Okt. 2003 | Gonzalo Arredondo Millan         |                                              | Carlos Mesa                     |
| 2005          | Gonzalo Méndez Gutiérrez         |                                              | Eduardo Rodríguez               |
| 2010          | Rubén Saavedra Soto              |                                              | Evo Morales                     |
| 6. Apr. 2010  | María Cecilia Chacón Rendón      |                                              | Evo Morales                     |
| 27. Nov. 2011 | Rubén Saavedra Soto              |                                              | Evo Morales                     |